# Gonocephalus bellii
Gonocephalus bellii es una especie de reptil escamoso del género Gonocephalus, familia Agamidae. Fue descrita científicamente por A.M.C. Duméril & Bibron en 1837.
Habita en Tailandia, Indonesia y Malasia. El hábitat natural preferido de G. bellii es el bosque, a altitudes de 1000 a 1800 metros (3300 a 5900 pies).

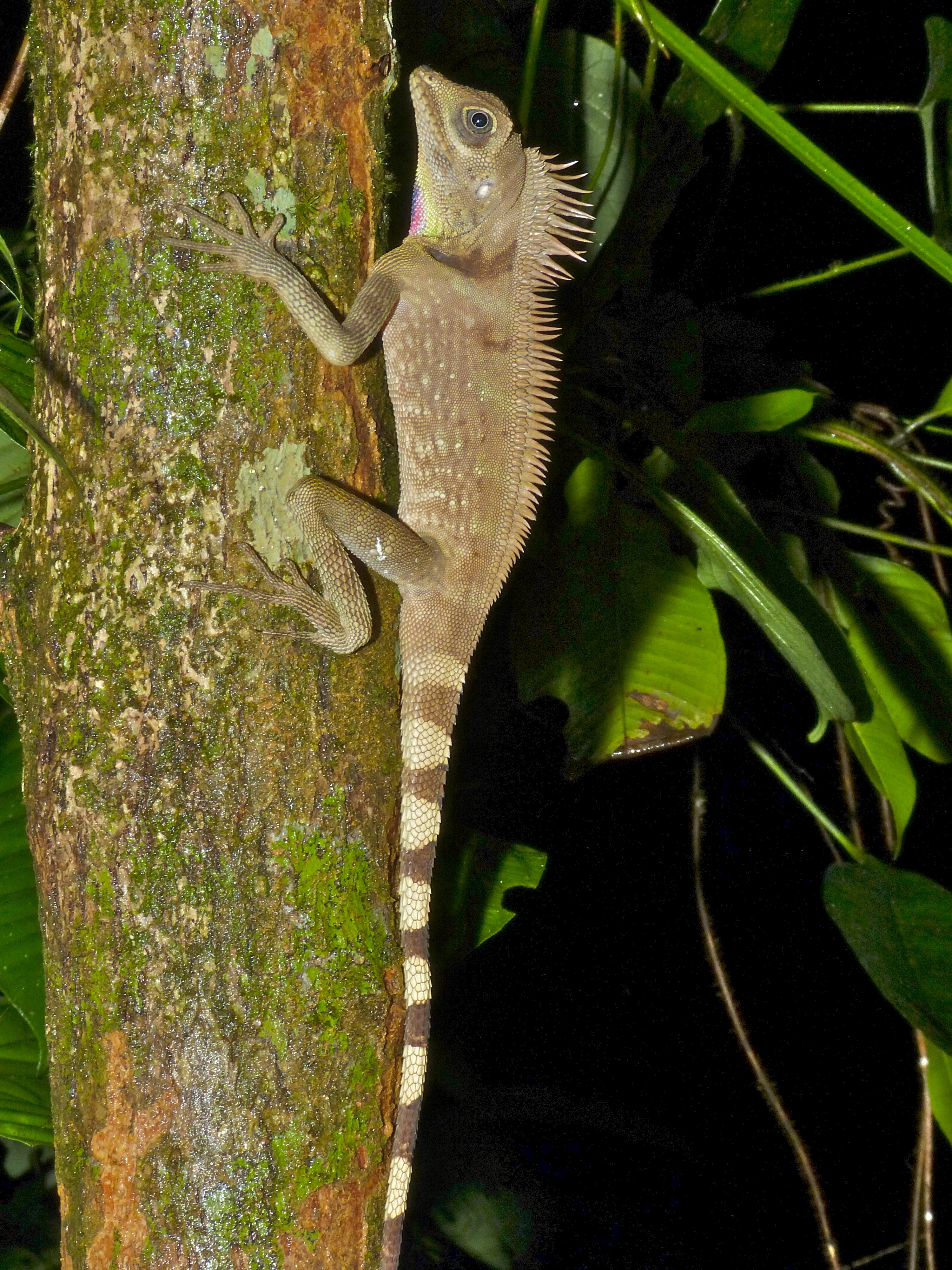
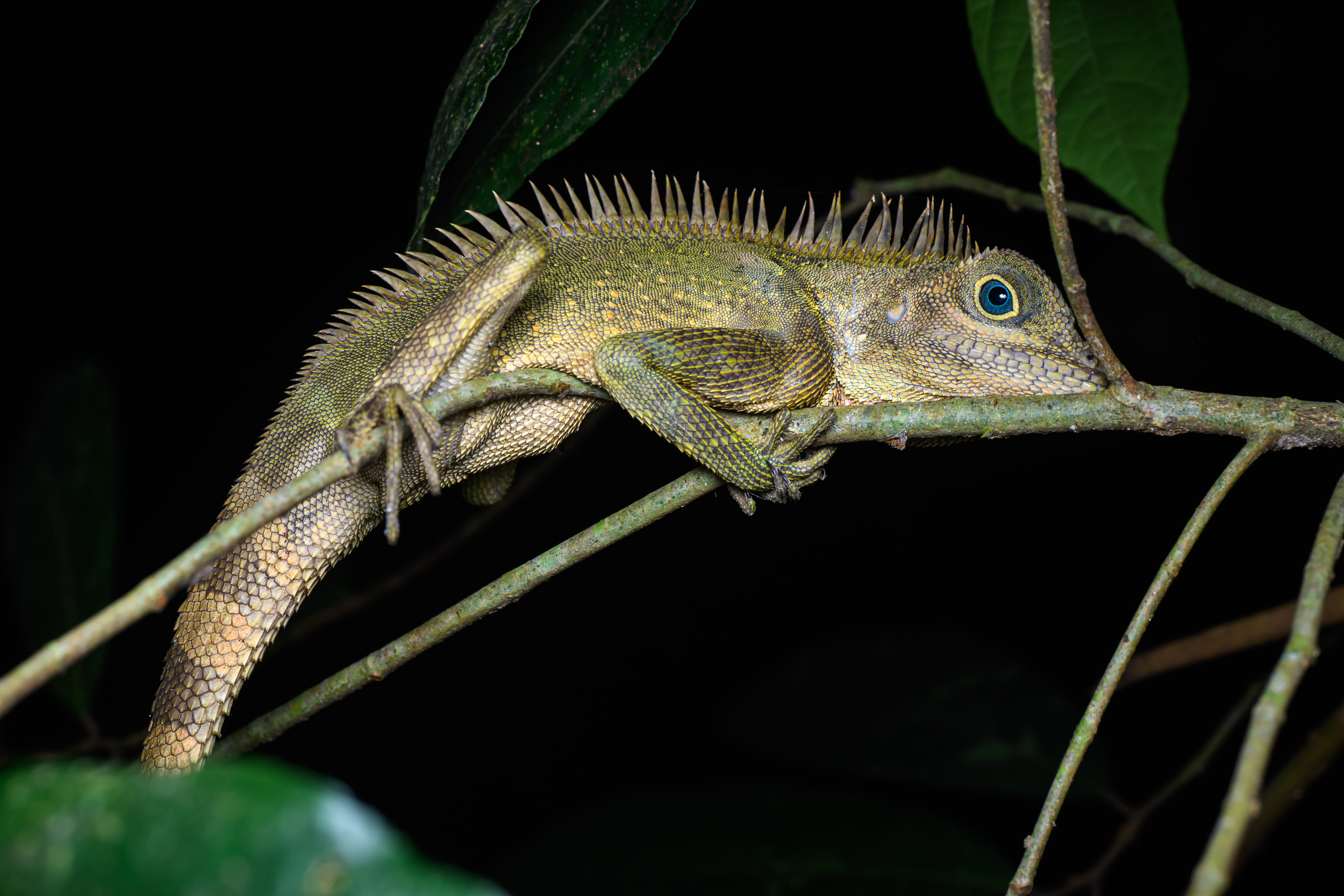
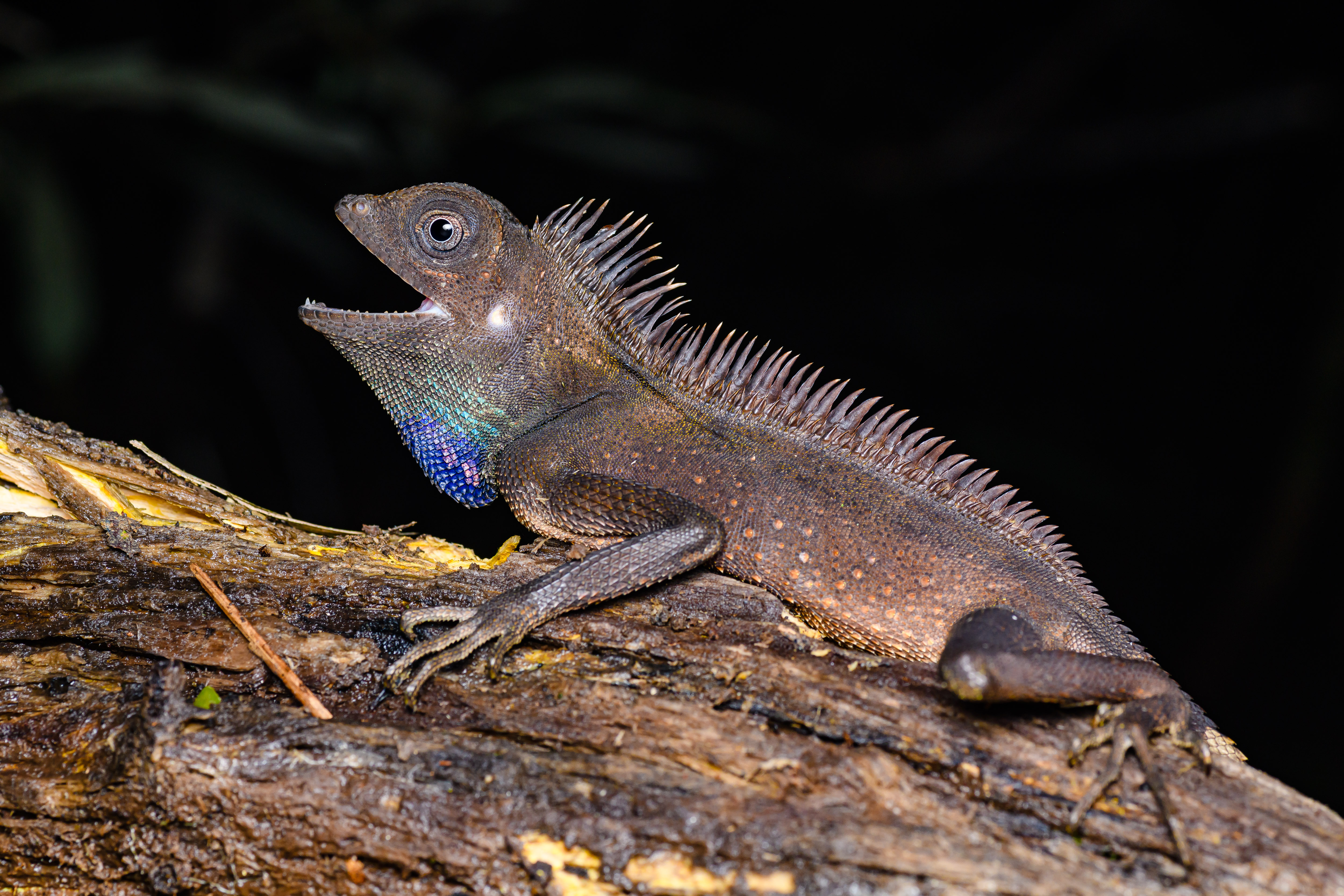